# Patyczki liczbowe

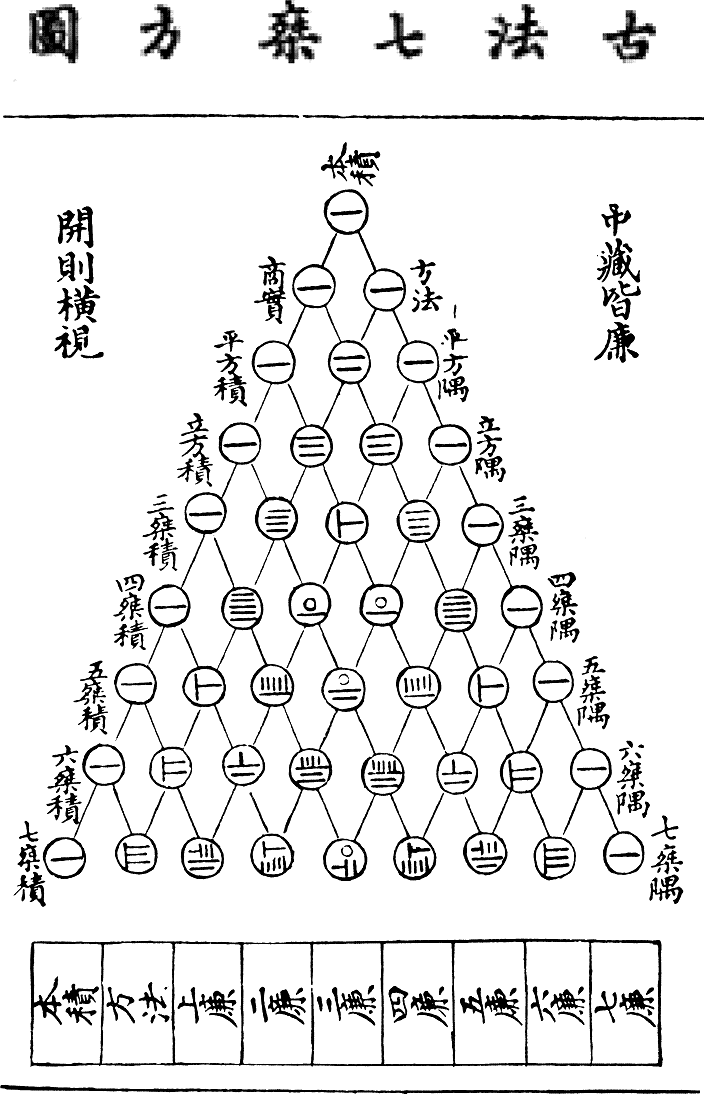
Trójkąt Yang Hui (Pascala) z użyciem patyczków, przedstawiony przez Zhu Shijie w 1303.

Patyczki do liczenia (chiń. upr. 籌; chiń. trad. 筹; pinyin chóu; jap. 算木, sangi) to małe pręciki, zwykle mające 3–14 cm długości, używane przez matematyków w Chinach, Japonii, Korei i Wietnamie. Są one rozkładane poziomo lub pionowo, aby przedstawić dowolną liczbę lub ułamek.
Zapis bazujący na ich ułożeniu nazywa się patyczki liczbowe. Jest to prawdziwie pozycyjny system liczbowy z cyframi od 1 do 9, a później także i 0.

## Historia
Patyczki do liczenia były używane przez starożytnych Chińczyków od ponad dwóch tysięcy lat. W 1954 odnaleziono 40 patyczków z Okresu Walczących Królestw w Zuojiagongshan (左家公山) w Changsha w prowincji Hunan.
W 1973 archeolodzy odkryli kilka drewnianych skryptów w grobie z czasów dynastii Han w Hubei, na jednym z nich znajdowała się inskrypcja: „当利二月定算”, jest to jeden z najwcześniejszych przykładów stosowania patyczków liczbowych w zapisie.
W 1976, pakiet kościanych patyczków z czasów Dynastii Han został odkryty w powiecie Qianyang w Shanxi. Oznacza to, że patyczki musiały być używane także wcześniej; Laozi, w tekście z Okresu Walczących Królestw, powiedział „dobry kalkulator nie korzysta z patyczków”.
Gdy rozkwitła era abakusa, patyczki zostały porzucone, z wyjątkiem Japonii, gdzie rozwinięto z nich symboliczny zapis do algebry.

## Sposób użycia
Patyczki liczbowe przedstawiają cyfry za pomocą ilości patyczków, przy czym prostopadłe patyczki oznaczają pięć. Aby uniknąć nieporozumień, poziome i pionowe formy są używane zamiennie. W ogólności, pionowe pręciki przedstawiają jednostki, setki, dziesiątki tysięcy, itd. Natomiast poziome oznaczają dziesiątki, tysiące, setki tysięcy itd. Sun Zi napisał, że „jeden jest pionowe, dziesięć jest poziome”. Później kamień do gry w go był czasem używany do przedstawienia 0.
Zamienność form pionowych i poziomych jest bardzo istotna aby prawidłowo zrozumieć inskrypcje w rękopisach. Na przykład, w Licheng suanjin, 81 zapisano jako , a 108 zapisano jako ; jasne jest, że na drugim umieszczono puste zero na „planszy do liczenia” (np.: podłodze lub macie), nawet jeśli w zapisie nie było odstępu. W tym samym rękopisie, 405 zapisano jako       , z odstępem z oczywistych powodów, a nie ma sposobu, aby odczytać to jako „45” . Innymi słowy, zapisywane cyfry patyczkowe niekoniecznie muszą być pozycyjne, lecz na planszy do liczenia z pewnością są.        jest dokładnym obrazem liczby patyczkowej na planszy.

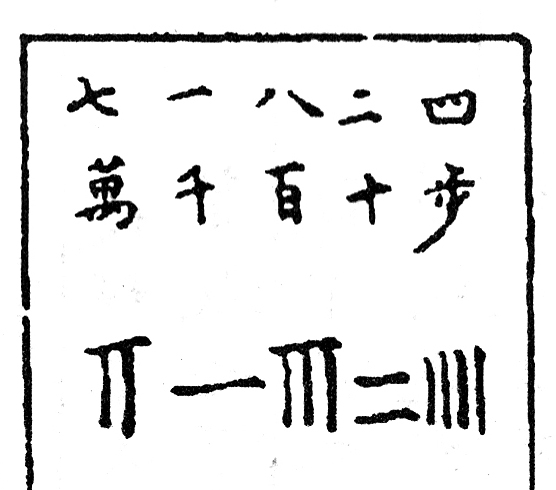
Wartość cyfry patyczkowej w zależności od pozycji w Encyklopedii Cesarza Yongle

Matematyk dynastii Song Jia Xian stosował ręcznie zapisane kolejno chińskie potęgi dziesiątki 步十百千万 jako wartość cyfry patyczkowej na zadanej pozycji, jak to wynika ze szkicu na stronie w Encyklopedii Cesarza Yongle. Ułożył on 七万一千八百二十四 (7 10000 1 1000 8 100 2 10 4) jako
| 七一八二四 | 7     | 1    | 8   | 2  | 4    |
| 万千百十步 | 10000 | 1000 | 100 | 10 | krok |
Potraktował on chińskie potęgi dziesiątki jako znaczniki pozycji, a 七一八二四 stały się pozycyjnymi cyframi dziesiętnymi. Następnie zapisał cyfry patyczkowe na pozycyjnych cyfrach dziesiętnych:
| 七 | 一 | 八 | 二 | 四 |
| -- | -- | -- | -- | -- |
| 万 | 千 | 百 | 十 | 步 |
|    |    |    |    |    |

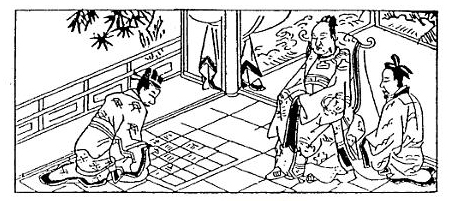
Japońska plansza do liczenia z siatką

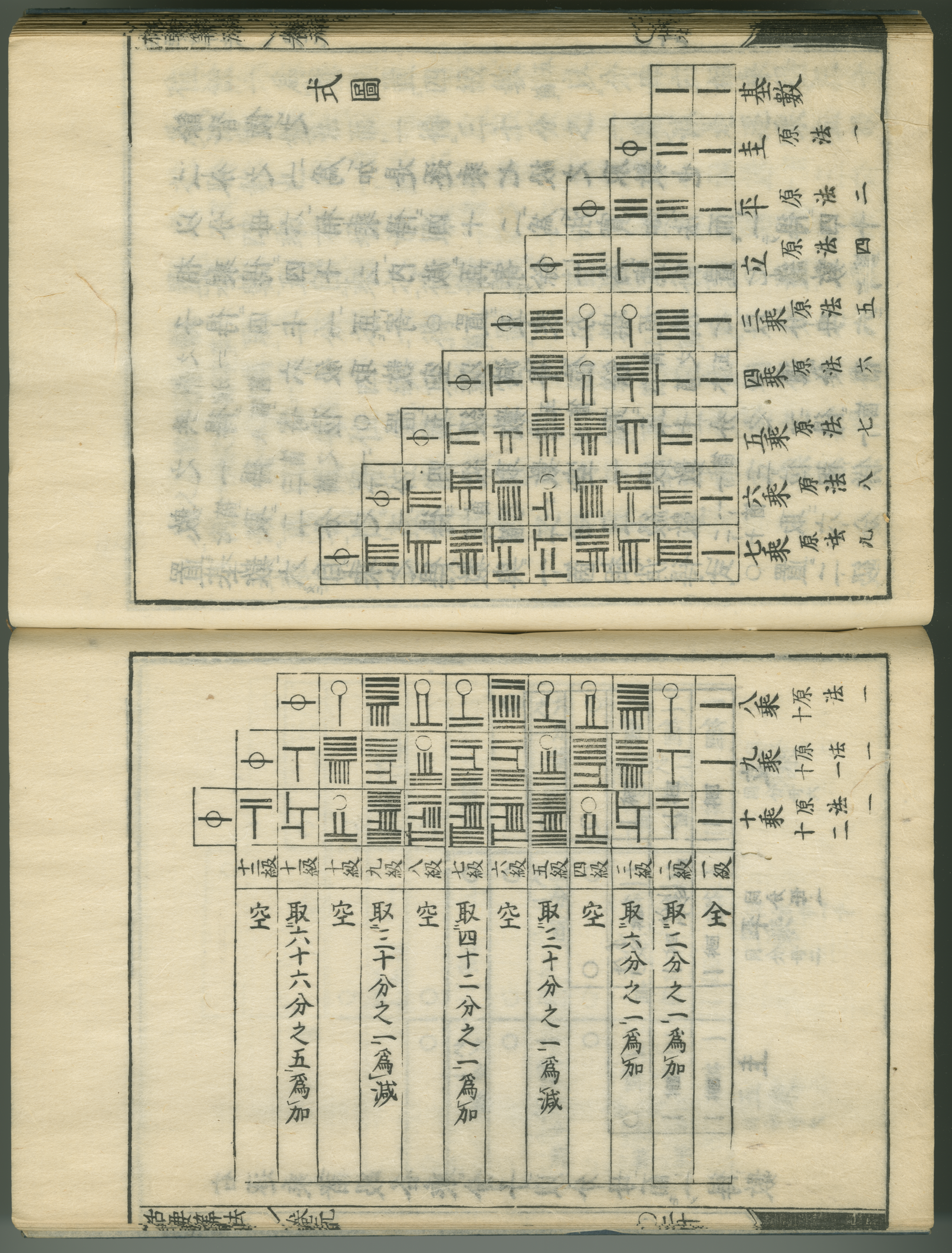
patyczki liczbowe w japońskiej książce do matematyki

W Japonii, matematycy umieszczali patyczki liczbowe na planszy do liczenia, arkuszu materiału z siatką, i używali jedynie pionowych form w oparciu o siatkę.
|         | 0 | 1 | 2 | 3 | 4 | 5 | 6 | 7 | 8 | 9 |
| ------- | - | - | - | - | - | - | - | - | - | - |
| Pionowe |   |   |   |   |   |   |   |   |   |   |
| Poziome |   |   |   |   |   |   |   |   |   |   |

|         | 0 | -1 | -2 | -3 | -4 | -5 | -6 | -7 | -8 | -9 |
| ------- | - | -- | -- | -- | -- | -- | -- | -- | -- | -- |
| Pionowe |   |    |    |    |    |    |    |    |    |    |
| Poziome |   |    |    |    |    |    |    |    |    |    |

Przykłady:
| 231   |
| 5089  |
| -407  |
| -6720 |

## Liczby patyczkowe
Liczby patyczkowe to pozycyjny system liczbowy utworzony z kształtów patyczków liczbowych. Liczby dodatnie zapisujemy wprost a ujemne z ukośnym słupkiem na ostatniej cyfrze. Pionowy słupek w poziomych formach 6–9 jest krótszy, aby zachować tę samą wysokość wszystkich znaków.
Okrąg (〇) reprezentuje 0. Wielu historyków myśli, że Gautama Siddha zapożyczył go od cyfr indyjskich w 718, lecz inni sądzą, że został utworzony od chińskiego wypełniacza miejsca na tekst „□”.
W XIII wieku matematycy Dynastii Song zmienili zapis cyfr dla 4, 5 i 9, aby zredukować liczbę kresek. Nowa pozioma forma ostatecznie przekształciła się w cyfry Suzhou. Japończycy kontynuowali użycie form tradycyjnych.
|         | 0 | 1 | 2 | 3 | 4 | 5 | 6 | 7 | 8 | 9 |
| ------- | - | - | - | - | - | - | - | - | - | - |
| Pionowe |   |   |   |   |   |   |   |   |   |   |
| Poziome |   |   |   |   |   |   |   |   |   |   |

|         | -0 | -1 | -2 | -3 | -4 | -5 | -6 | -7 | -8 | -9 |
| ------- | -- | -- | -- | -- | -- | -- | -- | -- | -- | -- |
| Pionowe |    |    |    |    |    |    |    |    |    |    |

|         | 0 | 1 | 2 | 3 | 4 | 5 | 6 | 7 | 8 | 9 |
| ------- | - | - | - | - | - | - | - | - | - | - |
| Pionowe |   |   |   |   |   |   |   |   |   |   |
| Poziome |   |   |   |   |   |   |   |   |   |   |

Przykłady:
|       | Tradycyjny | Dynastia Song |
| ----- | ---------- | ------------- |
| 231   |            |               |
| 5089  |            |               |
| -407  |            |               |
| -6720 |            |               |

## Ułamki

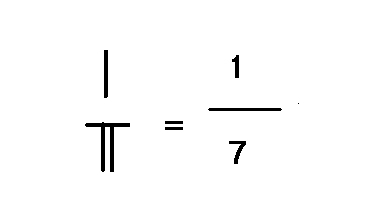
Ułamek 1/7

Ułamki liczb patyczkowych są wyrażane jako dwie liczby patyczkowe jedna nad drugą (bez żadnych dodatkowych symboli jak współczesna kreska ułamkowa).

## Unicode
Unicode 5.0 zawiera cyfry dla liczb patyczkowych w zarezerwowanym dla nich obszarze Supplementary Multilingual Plane (SMP) od U+1D360 do U+1D37F. Kody znaków dla cyfr poziomych 1-9 są w obszarze od U+1D360 do U+1D368, a ich odpowiedniki pionowe od U+1D369 do U+1D371. Te pierwsze to tzw. jednostki, a drugie dziesiątki, co jest sprzeczne z zasadami opisanymi wyżej. Zero należy przedstawiać za pomocą U+3007 (〇, ideographic number zero), a znak negacji jako U+20E5 (combining reverse solidus overlay). Jako że znaki te zostały umieszczone w zbiorze Unicode niedawno oraz z uwagi na to, że są dodane do SMP, ich dostępność w czcionkach może być mocno ograniczona. Szare obszary oznaczają kody nieprzypisane.
| Cyfry dla liczb patyczkowych diagram Unicode.org (PDF) |    |    |    |    |    |    |    |    |    |    |    |    |    |    |    |    |
|                                                        | 0  | 1  | 2  | 3  | 4  | 5  | 6  | 7  | 8  | 9  | A  | B  | C  | D  | E  | F  |
| U+1D36x                                                | 퍠 | 퍡 | 퍢 | 퍣 | 퍤 | 퍥 | 퍦 | 퍧 | 퍨 | 퍩 | 퍪 | 퍫 | 퍬 | 퍭 | 퍮 | 퍯 |
| U+1D37x                                                | 퍰 | 퍱 |    |    |    |    |    |    |    |    |    |    |    |    |    |    |